# Лаятіко
Лаятіко (італ. Lajatico) — муніципалітет в Італії, у регіоні Тоскана, провінція Піза.
Лаятіко розташоване на відстані близько 230 км на північний захід від Рима, 55 км на південний захід від Флоренції, 38 км на південний схід від Пізи.
Населення — 1371 особа (2014).

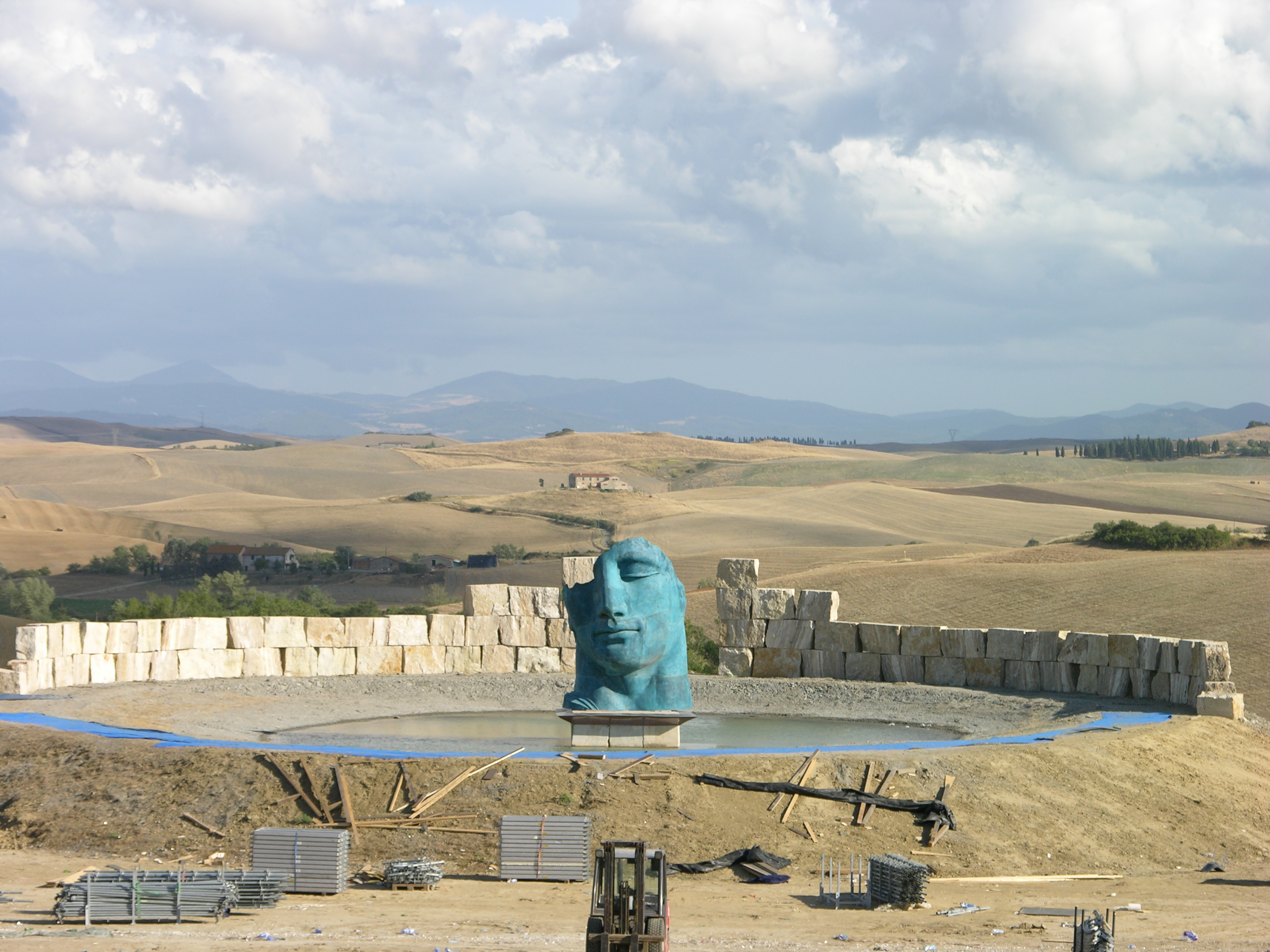
Андреа Бочеллі's Teatro del silenzio

Щорічний фестиваль відбувається 6 листопада. Покровитель — San Leonardo.

## Демографія
Населення за роками:

Станом на 1 січня 2023 року в муніципалітеті офіційно проживало 89 іноземців з 20 країн, серед них 21 громадянин країн Євросоюзу та 14 громадян України.

## Сусідні муніципалітети
- К'янні
- Монтекатіні-Валь-ді-Чечина
- Печчолі
- Рипарбелла
- Терриччола
- Вольтерра